# Straža pri Novi Cerkvi
Straža pri Novi Cerkvi este o localitate din comuna Vojnik, Slovenia, cu o populație de 45 de locuitori.